# Martin Guerre (musical)
Martin Guerre és un musical amb llibret de Claude-Michel Schönberg i Alain Boublil, lletres de Alain Boublil i Stephen Clark i música de Claude-Michel Schönberg.
Escrit en un estil operístic, semblant a d'altres musicals dels mateixos autors (Les Misérables i Miss Saigon), el gruix de l'espectacle és cantat, amb petites parts de diàleg entre els números. No aconseguí igualar els registres de venda d'entrades dels seus dos predecessors.
Està basat en la figura real de Martin Guèrra i en la pel·lícula de 1982 The Return of Martin Guerre.

## Sinopsi
França, a inicis de l'edat moderna, a la ciutat anti-protestant d'Artigat. El jove Martin Guerre és obligat a casar-se amb Bertrande de Rols per a tenir un hereu catòlic. Martin no està satisfet amb el matrimoni, complicat pel fet que un amic de la infància, Guillaume, està enamorat en secret de Bertrande. Atacat pel clergat a causa del seu fracàs en consumar la unió, Martin abandona la seva llar i a Bertrande per lluitar contra els Hugonots, on coneix i es fa amic d'Arnaud du Thil. Quan Martin sembla morir en batalla, Arnaud va al Artigad per informar de la mort a Bertrande. Allà, confós pels habitants per Martin, decideix seguir amb la farsa i acaba amb Bertrande. Temerosa que Arnaud marxi, Bertrande decideix mantenir el secret i tots dos s'enamoren, mentre que Arnaud pren el nom de "Martin Guerre". Guillaume, que fins ara ha esperat tenir una oportunitat amb Bertrande, té enveja del suposat soldat retornat. Bertrande s'ha convertit al protestantisme, i també convenç a Arnaud perquè es converteixi a la seva fe. Guillaume fa públiques les seves creences al poble i són assaltats. Abans que Arnaud sigui mort, Benoit, el ximple del poble, diu que no és l'autèntic Martin Guerre, sinó un impostor.
Les autoritats detenen a Arnaud, que segueix afirmant que és Martin, sota l'acusació de frau i, al final del judici, el mateix Martin Guerre, que ha sobreviscut a la guerra, apareix com el darrer testimoni. Arnaud és tancat de la presó, sent alliberat d'allà per Martin, que li perdona haver pres la seva identitat, i adverteix l'amor existent entre Arnaud i Bertrande. La gent del poble, però, els ataquen i Guillaume es llança sobre ells abans que Arnaud pugui escapar; mentre que Arnaud mor en braços de Bertrande, Martin i Bertrande canten sobre l'amor, i els dos se separen. Finalment, el poble contempla el que ha portat la seva pròpia intolerància.

## Produccions
Quan Schönberg i Boublil van apropar-se a Cameron Mackintosh, qui havia produït els seus treballs anteriors, aquest expressà poc interès a produir el projecte tal com estava. Només després de diverses revisions, en les que el personatge de Guerre esdevingué més heroic i s'accentuà la intolerància religiosa, s'entusiasmà pel seu potencial.

### Londres (1996-1998)
El 10 de juliol de 1996 s'estrenà al Prince Edward Theatre de Londres, dirigit per Declan Donnellan i coreografiat per Bob Avian. Era una producció espectacular, però les crítiques van ser variades; sinó que tant el públic com l'equip creatiu mostraren algunes opinions preocupades. Durant les primeres setmanes, l'equip creatiu treballà per clarificar la narrativa, arreglant part del material i eliminant una cançó curta i innecessària.
Les crítiques ferotges van fer que s'examinés curosament tots els problemes. Tot i que se seguia interpretant l'espectacle, l'equip creatiu, amb el recent fitxatge del lletrista Stephen Clark, va reescriure's virtualment, afegint noves escenes i cançons, retallant un inici molt llarg, donant un final una mica més feliç i centrant el focus sobre Bertrande. Per tal de fer els canvis més radicals, l'espectacle tancà entre el 28 i el 31 d'octubre de 1996 i la producció va ser revisada completament. Aquesta versió revisada s'estrenà l'11 de novembre de 1996 després d'una setmana de prèvies. La reacció de la crítica millorà espectacularment, guanyant els Premis Laurence Olivier a Millor Musical i Millor Coreografria.
Al juny de 1997 es realitzaren nous canvis; i la producció tancà el 28 de febrer de 1998 després de 675 funcions.

### Madrid (1998-99)
El Teatre Salesià d'Atocha produí una versió en castellà de la producció de Londres el 1998. Es realitzà un enregistrament d'aquesta producció, sent l'únic enregistrament en castellà disponible.

### Gira pel Regne Unit (1999)
El West Yorkshire Playhouse de Leeds va ser on va estrenar-se una versió completament reescrita de Martin Guerre. El director artístic Jude Kelly convidà als autors a reescriure el musical i, en una co-producció entre el The West Yorkshire Palyhouse i Cameron Mackintosh, Martin Guerre va estrenar-se el 8 de desembre de 1998. El llibret va ser reescrit extensivament, s'afegiren diverses cançons noves i algunes de les cançons originals van ser retitolades, ressituades i/o van rebre lletres noves. La producció física s'aprimà per fer-la més íntima i menys taquillera. A més, el logo va modificar-se.
A continuació es realitzà una gira nacional que acabà a Bristol el 7 d'agost de 1999, després de 227 funcions. La gira passà per Newcastle, Glasgow, Aberdeen, Norwich, Edinburgh, Manchester, Birmingham, Llandudno, Nottingham i Plymouth.

### Gira pels Estats Units (1999-2000)
L'estrena nord-americana va ser al Guthrie Theater de Minneapolis el 29 de setembre de 1999, on es representà durant 8 setmanes. El director artístic, Joe Dowling, va veure l'oportunitat per una co-producció entre el Guthrie Theater i Cameron Mackintosh, per tal que Martin Guerre fos presentada pel seu primer públic americà.
Van haver més ajustos per a aquesta producció. Alguns números musicals van ser moguts i va haver un softening general pels personatges del poble per fer-los més individualitzats. D'acord amb Mackintosh, "un quaranta per cent del material actual no estava a l'original". La producció va ser protagonitzada per Hugh Panaro, Erin Dilly i Stephen R. Buntrock; i la gira visità Minneapolis, Detroit, Washington, Seattle i Los Angeles.
La planejada estrena a Broadway encara mai no ha tingut lloc.

### Dinamarca (1999 – 2000)
El 30 de desembre de 1999 s'estrenà a l'Odense Teater, i es va seguir representant fins al 6 de març del 2000.

### Newbury (2007)
El juliol del 2007 va estrenar-se al Watermill Theatre de Newbury. Estava realitzat per una companyia de 12 actors/músics, protagonitzat per Andrew Bevis i dirigit per Craig Revel Horwood. Basat principalment a la versió que s'havia estrenat al novembre de 1996 a Londres, tenia alguns canvis a les lletres. Aquesta producció va fer un canvi central en la premissa de les versions prèvies del musical: Bertrande no sap que l'impostor no es tracta del seu marit fins a l'escena del judici al segon acte. El personatge de Martin en aquesta versió va ser més hostil. Aquesta producció també tenia més diàleg parlat, una decisió feta pels compositors, que tornaren a treballar el show mentre que assajaven The Pirate Queen.

## Cançons

### Producció original de Londres
| 1. Prologue# 2. Live With Somebody You Love# 3. Your Wedding Day# 4. The Deluge# 5. I'm Martin Guerre# 6. Without You As A Friend# 7. Death Scene# 8. The Conversion 9. God's Anger# 10. How Many Tears# 11. Dear Louison 12. Welcome To the Land# | 1. The Confession 2. The Seasons Turn 3. Don't* 4. All the Years 5. The Holy Fight# 6. The Dinner 7. The Revelation# 8. The Day Has Come# 9. If You Still Love Me 10. The Courtroom# 11. Who?# 12. I'm Martin Guerre (Reprise)# | 1. All That I Love# 2. The Imposter Is Here# 3. The Final Witness# 4. The Verdict# 5. Justice Will Be Done# 6. Benoit's Lament 7. Why?# 8. The Burning# 9. The Killing# 10. You Will Be Mine 11. How Many Tears 12. Live With Somebody You Love (Reprise)# |

#Cançons incloses al CD UK Tour Cast
A la gira Americana, s'intercanviaren els llocs de les cançons "Live With Somebody You Love" i "Without You As A Friend", i "The Day Has Come" tenia lletres noves i va ser titulada "Alone".

### Producció de Madrid
| 1. Tierras de Artigat 2. Donde esta el bebe 3. Martin Guerre 4. Es la mañana 5. La solución 6. Quien me va a escuchar 7. Louison - Ya esta aqui 8. Despidete 9. En Belen 10. Y solo se | 1. Uno a uno 2. El juicio 3. Yo... 4. Martin Guerre 5. Alguien 6. El impostor 7. El ultimo testigo 8. Van a perecer 9. El ajuste de cuentas 10. La tierra sagrada |

### Cançons de la producció del 2007
| 1. Overture 2. Working On The Land 3. Where's The Child 4. Martin Guerre (amb lletres noves) 5. Here Comes The Morning 6. Sleeping On Our Own 7. Duty | 1. When Will Someone Hear? 2. Louison - Someone As Beautiful As Her? 3. Thank God You're Here (usa la melodia de "Welcome Home/Now You've Come Home" de la producció original de Londres) 4. What Do I Say? (Era "Tell Me To Go" a Londres i "Don't" a la gira) 5. The Seasons 6. Live With Somebody You Love 7. Bethlehem | 1. The Dinner 2. One By One 3. Live With Somebody You Love (reprise) 4. The Courtroom 5. Martin Guerre (Reprise) (amb lletres noves) 6. Someone 7. The Imposters 8. The Last Witness 9. Here Comes The Morning (Reprise) 10. The Sentence 11. I Will Make You Proud 12. The Jail 13. The Reckoning |

## Premis i nominacions

### Producció Original de Londres
| Any  | Premi                  | Categoria               | Nominat        | Resultat  |
| ---- | ---------------------- | ----------------------- | -------------- | --------- |
| 1997 | Premi Laurence Olivier | Millor Musical          | Millor Musical | GUANYADOR |
| 1997 | Premi Laurence Olivier | Millor Actor de Musical | Iain Glen      | nominat   |
| 1997 | Premi Laurence Olivier | Millor Il·luminació     | David Hersey   | nominat   |
| 1997 | Premi Laurence Olivier | Millor Coreògraf        | Bob Avian      | GUANYADOR |